# جون شارب (مجدف)
جون شارب هو مجدف كندي، ولد في 27 مايو 1931.

## وصلات خارجية
- جون شارب على موقع الاتحاد الدولي للتجديف (الإنجليزية)
- جون شارب على موقع أوليمبيديا (الإنجليزية)